# Igreja de Riddarholmen
A igreja de Riddarholmen (em sueco:  Riddarholmskyrkan;  PRONÚNCIA) é a igreja onde são sepultados os monarcas da Suécia. Localiza-se no ilhéu de Riddarholmen, perto do Palácio Real, em Estocolmo, na Suécia.
A congregação da igreja foi dissolvida em 1807, sendo o templo apenas usado nos dias de hoje para comemorações e para albergar os restos mortais dos reis. Os monarcas entre Gustavo II Adolfo até Gustavo V encontram-se sepultados nesta igreja, assim como os monarcas mais antigos Magno I, Magno III e Carlos VIII.
É um dos edifícios mais antigos de Estocolmo, datando em parte do fim do século XIII, altura da sua construção como mosteiro franciscano. Após a reforma protestante, o mosteiro foi fechado e tornado uma igreja protestante. Foi adicionado um pináculo durante o reinado de João III, que viria a arder na sequência de um relâmpago em 28 de Julho de 1835, tendo em seguida sido substituído pelo actual.